# Можі-Мірін (футбольний клуб)
«Можі-Мірін» — бразильський футбольний клуб із міста Можі-Мірін, штата Сан-Паулу.
Заснований 1 лютого 1932 року. Домашнім стадіоном клубу є «Вейл Чавес», який вміщує 19 900 місць.
Головними кольорами клубу є червоно-білі, а талісманом – ропуха.

## Історія
Клуб був заснований 1 лютого 1932 року, і з першого року свого існування клуб бере участь у турнірах, організованих Федерацією футболу Паулісти. У 1950-х роках клуб став професійною командою, але на початку його результати були поганими. У 1980-х роках, після приходу Вілсона де Барроса на посаду президента клубу, «Можі-Мірін» почав досягати успіху і зрештою отримав підвищення до першого дивізіону Ліги Пауліста. У 1994 році клуб вилетів до другого дивізіону, але наступного року знову піднявся до першого.
У 2008 році Рівалдо, один з найвідоміших бразильських футболістів, став головою клубу.
У грудні 2014 року, незабаром після вильоту клубу в Серію B, Рівалдо виставив клуб на продаж у Інстаграмі. У наступному році клуб вилетів до Серії C, і після цього команда зазнала ще низку послідовних понижень як на національному рівні, так і на рівні штату, завершивши вильотом з четвертого дивізіону ліги штату в 2018 році.

## Стадіон
Стадіон «Ромільдо Вітор Гомес Феррейра» раніше був відомий як «Папа Жоао Паулу II», названий на честь Папи Івана Павла II, але після того, як колишній гравець Рівалдо став президентом клубу, він вирішив змінити назву стадіону на честь свого батька.

## Досягнення
- Ліга Пауліста Серія A2:

 Золото (2): 1985, 1995
- Ліга Пауліста:

 Золото (2): 1933, 2012
- Кубок Пауліста:

 Золото (1): 1992
- Турнір Рікардо Тейшейри:

 Золото (1): 1993

## Колишні тренери
- Аділсон Батіста
- Аржеліко Фукс
- Дадо Кавалканті
- Едіньйо